# 児童福祉週間
児童福祉週間（じどうふくししゅうかん）とは、日本の児童福祉の理念の周知を図るとともに、国民の児童に対する認識を深めるための週間。
元々は各地の福祉団体が5月初頭に「兒童福祉週間」「兒童愛護週間」などとして実施していた活動について、厚生省（当時）が児童福祉法の周知を目的として1948年（昭和23年）から「児童福祉週間」として実施したもの。毎年5月5日～5月11日。これはこどもの日を初日とした一週間である。
期間中は児童福祉にちなんだ行事が行われるほか、一部の子ども向け施設で子どもの入場料について無料、または割引料金を適用している。